# Мета-теги
Мета-теги (англ. meta-tags) — (X) HTML-теги, призначені для надання структурованих метаданих про вебсторінки. Зазвичай, вказуються в заголовку (X) HTML-документа.
Елемент meta приймає як мінімум чотири атрибута: content, http-equiv, name і scheme. З них обов'язковий лише атрибут content і виняток тег revisit.

## Приклад використання елементуmeta
Один з варіантів застосування тегу meta — вказівка HTTP-заголовків, які повинні бути відправлені клієнту до відправки самої вебсторінки. Наприклад:
```
<
meta
 
http-equiv
=
"Content-Type"
 
content
=
"text/html"
 
/>

```

Такий запис вказує, що сторінка повинна бути відправлена разом з HTTP-заголовком Content-Type: text/html. Такий заголовок вказує браузеру або іншій програмі тип відправленого документа. Тим не менш, незважаючи на те, що спочатку передбачалося, що вебсервери будуть зчитувати мета-теги всередині відправлених клієнту вебсторінок, і формувати HTTP-заголовки в залежності від їх змісту, на практиці це не реалізовано в найбільш використовуваних вебсерверах, відповідно, вебсервери не міняють відправлені клієнту HTTP-заголовки, а клієнт (веббраузер) обробляє ці мета-теги самостійно (зокрема, дані з мета-тегів можуть заміняти дані, що одержуються з HTTP-заголовків).
Крім того, мета-теги можуть використовуватися для того, щоб повідомити браузеру інформацію про документ, коли HTTP-заголовки недоступні (наприклад, якщо сторінка відкривається локально з диска, а не завантажується з вебсервера).
У загальній формі мета-дані записуються в такому вигляді: в тезі meta вказується атрибут name (ім'я) та пов'язаний з ним атрибут content (вміст), в якому описується будь-який аспект вебсторінки, наприклад, ключові слова:
```
<
meta
 
name
=
"keywords"
 
content
=
"вікіпедія, енциклопедія"
 
/>

```

## Функції мета-тегів
Функції мета-тегів достатньо різноманітні, однак на цей момент не існує їх чіткої стандартизації. Тим не менш, можна виділити кілька основних напрямів використання мета-тегів:
- Мета-теги здатні ідентифікувати авторство Інтернет-сторінки, її адресу, частоту її оновлень;
- Мета-теги використовуються пошуковими системами для індексації та створення заголовків гіпертекстових документів;
- Не виводячись на екран, мета-теги впливають на режим відображення Інтернет-сторінок.

## Групи мета-тегів
Мета-теги розділені на дві основні групи — NAME і HTTP-EQUIV. Група NAME відповідає за текстову інформацію про сторінку, її автора, а також — рекомендації для пошукових систем. HTTP-EQUIV фактично еквівалентні гіпертекстовим заголовкам, формують заголовок сторінки та визначають його обробку. Зазвичай, вони управляють діями браузерів та використовуються для формування інформації, що видається звичайними заголовками.

### Група NAME

#### Мета-тег Author і Copyright
Ці теги, зазвичай, не використовуються одночасно. Функція тегів — ідентифікація автора або приналежності документа. Тег Author містить ім'я автора Інтернет-сторінки, в тому випадку, якщо сайт належить будь-якій організації, доцільніше використовувати тег Copyright. Виглядає цей тег таким чином:
```
<
meta
 
name
=
"author"
 
content
=
"Богдан Хмельницький"
 
/>

```

Крім цього, теги Author і Copyright можуть містити додатковий атрибут «lang», що дозволяє визначити мову, що використовується при вказівці значення властивості:
```
<
meta
 
name
=
"copyright"
 
lang
=
"uk"
 
content
=
"ПП Богдан Хмельницький"
 
/>

```

#### Мета-тег Description
Цей тег використовується при створенні короткого опису сторінки, використовується пошуковими системами для індексації, а також при створенні анотації у видачі за запитом. При відсутності тегу пошукові системи видають в анотації перший рядок документа або уривок, який містить ключові слова. Відображається після посилання при пошуку сторінок в пошуковій системі.
```
<
meta
 
name
=
"description"
 
content
=
"Метатеги у Вікіпедії"
 
/>

```

#### Мета-тег Document-state
Мета-тег Document-state також має значення при індексації сторінки в пошукових системах. Тег має два значення — Static і Dynamic. Значення «Static» зазначає, що системі немає необхідності індексувати документ надалі, «Dynamic» дозволяє регулярно індексувати Інтернет-сторінку.
```
<
meta
 
name
=
"document-state"
 
content
=
"Dynamic"
 
/>

```

#### Мета-тег Generator
Даний мета-тег в першу чергу використовувався розробниками програм для редагування вебсторінок з метою самореклами — як значення тегу розробники таких програм, зазвичай, вказували назву свого продукту.
```
 

<
meta
 
name
=
"generator"
 
content
=
"Macromedia Dreamviewer 4.0"
 
/>

```

Останнім часом практично не використовується.

#### Мета-тег Keywords
Даний мета-тег пошукові системи використовують для того, щоб визначити релевантність посилання. При формуванні цього тегу необхідно використовувати лише ті слова, які містяться в самому документі. Використання тих слів, яких немає на сторінці, не рекомендується. Рекомендована кількість слів у цьому тезі — не більше десяти. Крім того, виявлено, що розбивка цього тегу на кілька рядків впливає на оцінку посилання пошуковими машинами.
```
<
meta
 
name
=
"keywords"
 
content
=
"Вікіпедія, Метатег, стаття"
 
/>

```

#### Мета-тег Resource-type
Тег Resource-type описує властивість або стан сторінки. Якщо значення тегу відрізняється від «Document», то пошукові системи його не індексують. Мета-тег призначений для масштабування document (використовується за умовчанням), rating, version, operator, formatter, creation та інші.
```
<
meta
 
name
=
"resource-type"
 
content
=
"document"
 
/>

```

#### Мета-тег Revisit
Тег дозволяє управляти частотою індексації документа в пошуковій системі. Для переіндексації сайту раз на два тижні використовується тег такого вигляду:
```
<
meta
 
name
=
"revisit"
 
content
=
"14"
 
/>

```

Пошукові системи Яндекс і Google ігнорують вміст цього мета-тегу.

#### Мeтa-тег Robots
Тег формує інформацію про гіпертекстові документи, яка надходить до роботів пошукових систем. Значення тегу можуть бути такими: Index (сторінка повинна бути проіндексована), Noindex (документ не індексується), Follow (гіперпосилання на сторінці відстежуються), Nofollow (гіперпосилання не відстежуються), All (включає значення index і follow, включений за умовчанням), None (включає значення noindex і nofollow).
Приклад 1. Дозволити індексування сторінки та використання розміщених на ній посилань для подальшої індексації:
```
<
meta
 
name
=
"robots"
 
content
=
"index,follow"
 
/>

```

або рівноцінний аналог:
```
 
<
meta
 
name
=
"robots"
 
content
=
"all"
 
/>

```

Приклад 2. Заборонити індексування сторінки, дозволити використання розміщених на ній посилань для подальшої індексації:
```
<
meta
 
name
=
"robots"
 
content
=
"noindex,follow"
 
/>

```

Приклад 3. Дозволити індексування сторінки, заборонити використання розміщених на ній посилань для подальшої індексації:
```
<
meta
 
name
=
"robots"
 
content
=
"index,nofollow"
 
/>

```

Приклад 4. Заборонити індексування сторінки та використання розміщених на ній посилань для подальшої індексації:
```
<
meta
 
name
=
"robots"
 
content
=
"noindex,nofollow"
 
/>

```

або рівноцінний аналог:
```
<
meta
 
name
=
"robots"
 
content
=
"none"
>

```

#### Мeтa-тег Subject
Визначає тематику документа. Практично непотрібний через відсутність чіткої та узгодженої класифікації тем в різних пошукових системах.

#### Мeтa-тег url
Тег припиняє індексацію сторінки пошуковою системою і перенаправляє робота пошукової машини за вказаним посиланням. Тег застосовується для скасування індексації «дзеркала» та генеруючих сторінок.
```
<
meta
 
name
=
"url"
 
content
=
"http://uk.wikipedia.org/"
 
/>

```

### Група HTTP-EQUIV

#### Мeтa-тег Content-Language
Тег дозволяє вказати мову, якою створено документ.
Приклад:
```
<
meta
 
http-equiv
=
"content-language"
 
content
=
"uk"
 
/>

```

#### Мeтa-тег Content-Script-Type
Визначає мову програмування сценаріїв. Якщо тег не прописаний, слід вказати мову програмування в кожному тезі <script>. Тег <script> має вищий пріоритет порівняно з Content-Script-Type.

#### Мeтa-тег Content-Style-Type
Вказівки мови таблиці стилів, за умовчанням значення — «text/css».

Приклад: 
```
<
meta
 
http-equiv
=
"Content-Style-Type"
 
content
=
"text/css"
>

```

#### Мeтa-тег Content-Type
Визначає тип документа і його кодування.

Приклад: 
```
<
meta
 
http-equiv
=
"Content-Type"
 
content
=
"text/html; charset=UTF-8"
>

```

#### Мeтa-тег Expires
Мета-тег Expires — управляє кешуванням. Якщо зазначена в тезі дата пройшла, то браузер повинен зробити повторний мережевий запит, а не використовувати копію з кешу. Якщо в завантаженій сторінці вказана застаріла дата, то сторінка взагалі не буде кешуватися.
Деякі пошукові роботи не індексують документи із застарілою датою.
Дата повинна вказуватися в стандарті RFC850.
Приклад: 
```
<
meta
 
http-equiv
=
"Expires"
 
content
=
"mon, 27 sep 2010 14:30:00 GMT"
>

```

#### Мета-тег PICS-Label
PICS-Label — (від англ. Platform-Independent Content rating Scheme Label) — вказує рівень доступності сайту (у зв'язку з можливими тематиками sex і violence), однак використовується і в інших цілях.

#### Мeтa-тег Pragma
Контроль кешування при сторінках, одержуваних шляхом роботи заданого скрипту.
```
<
meta
 
http-equiv
=
"Pragma"
 
content
=
"no-cache"
>

```

#### Мeтa-тег Refresh
Затримка часу (в секундах) перед тим, як браузер оновить сторінку. Крім того, може використовуватися автоматичне завантаження іншої сторінки.
```
<
meta
 
http-equiv
=
"refresh"
 
content
=
"5; url=http://www.example.com/"
 
/>

```

Після «url=» лапок бути не повинно!

#### Мeтa-тег Set-Cookie
Налаштування cookie браузера

#### Мeтa-тег Window-target
Визначення вікна завантажуваної сторінки.

#### Мета-тег Imagetoolbar
Вимикає Панелі управління зображеннями. Зазвичай використовують при виведенні банерів, фону картинки, карти зображення та ін., коли виведення цієї панелі небажане.
```
<
meta
 
http-equiv
=
"imagetoolbar"
 
content
=
"no"
 
/>

```

## Значення мета-тегів
Мета-дані про вебсторінки спочатку призначалися в тому числі для того, щоб допомогти пошуковим машинам віднести вебсторінку до тієї чи іншої категорії. В 90-ті роки мета-теги активно використовувалися в цілях розкрутки свого сайту, в тому числі, надаючи неправдиві або надлишкові мета-дані. Останнім часом пошуковими системами було зроблено безліч заходів із припинення таких маніпуляцій: наприклад, із факторів ранжування було виключено тег keywords, принципи побудови правильних основних тегів «title» і «description» також змінилися.
У зв'язку з тим, що мета-теги несуть суто службову функцію, і, крім того, значно збільшують розмір гіпертекстового документа, початківці Web-дизайнери найчастіше їх ігнорують. Крім того, мета-теги групи HTTP-EQUIV достатньо складні у використанні, оскільки задають жорсткі параметри форматування сторінки. Тим не менш, мета-теги роблять більш успішною індексацію Інтернет-сторінки в пошукових системах.